# آنخل تولیو زف
آنخل تولیو زف (انگلیسی: Ángel Tulio Zof; ۸ ژوئیهٔ ۱۹۲۸ – ۲۶ نوامبر ۲۰۱۴) بازیکن فوتبال اهل آرژانتین بود.
از باشگاه‌هایی که در آن بازی کرده‌است می‌توان به باشگاه فوتبال روساریو سنترال و باشگاه فوتبال اتلتیکو هوراکان اشاره کرد.